# Isla San Roque
Isla San Roque är en ö i Mexiko. Den ligger i havsviken Bahía San Roque och tillhör kommunen Mulegé i delstaten Baja California Sur, i den västra delen av landet. Arean är 0,32 kvadratkilometer.